# Doumbé FC
Doumbé Football Club w skrócie Doumbé FC – togijski klub piłkarski grający w drugiej, a niegdyś togijskiej pierwszej lidze, mający siedzibę w mieście Mango.

## Sukcesy
- I liga[1]:
  - mistrzostwo (1): 1987.

- Puchar Togo[2]:
  - zwycięstwo (1):1996.

## Występy w afrykańskich pucharach
| Sezon | Rozgrywki       | Runda | Kraj    | Klub            | Dom | Wyjazd | Dwumecz |
| ----- | --------------- | ----- | ------- | --------------- | --- | ------ | ------- |
| 1988  | Puchar Mistrzów | 1     | Kamerun | Tonnerre Jaunde | 0–1 | 0–1    | 0–2     |

## Stadion
Domowe mecze klub rozgrywa na stadionie o nazwie Stade Municipal w Mango. Stadion może pomieścić 1500 widzów.

## Reprezentanci kraju grający w klubie od 1996 roku
Stan na lipiec 2023.
| - Messan Degli - Moussa Inoussa | - Cheka Naro Seni |